# Mós (Vila Verde)
Mós ist ein Ort und eine ehemalige Gemeinde (Freguesia) im Norden Portugals.
Mós gehört zum Kreis Vila Verde im Distrikt Braga. Die Gemeinde hatte eine Fläche von 3,4 km² und 326 Einwohner (Stand 30. Juni 2011).
Am 29. September 2013 wurden die Gemeinden Mós, Pico de Regalados und Gondiães zur neuen Gemeinde União das Freguesias de Pico de Regalados, Gondiães e Mós zusammengeschlossen.